# Ligue des champions d'Asie masculine de handball
La Ligue des champions est une compétition regroupant annuellement les meilleurs clubs de handball masculin d'Asie. La compétition est organisée par la Fédération asiatique de handball (AHF) et sert de qualification pour la Coupe du monde des clubs.

## Palmarès
| Année | Lieu      | Champion             | Finaliste         |
| ----- | --------- | -------------------- | ----------------- |
| 1998  | Amman     | Kazma Sporting Club  | Al-Ahli Amman     |
| 1999  | Ispahan   | Kazma Sporting Club  | Al-Salmiya SC     |
| 2000  | Koweït    | Al Sadd SC           | Al Salibikhaet SC |
| 2001  | Ispahan   | Al Sadd SC           | Al-Salmiya SC     |
| 2002  | Dubaï     | Al Sadd SC           | Al-Ahli Dubaï     |
| 2003  | Beyrouth  | Al Sadd SC           | Al Ahli SC        |
| 2004  | Téhéran   | Al-Fahaheel          | Foolad Sepahan    |
| 2005  | Amman     | Al Sadd SC           | Al Salibikhaet SC |
| 2006  | Mascate   | Qadsia Sporting Club | Al-Rayyan SC      |
| 2007  | Koweït    | Qadsia Sporting Club | Al Salibikhaet SC |
| 2008  | Djeddah   | Al-Ahli SC           | Al-Noor           |
| 2009  | Amman     | Al Salibikhaet SC    | Al-Sadd           |
| 2010  | Beyrouth  | Al-Sadd              | Mudhar Club       |
| 2011  | Dammam    | Mudhar Club          | Al-Sadd           |
| 2012  | Doha      | Al-Rayyan SC         | Al-Ahli Dubaï     |
| 2013  | Doha      | El Jaish SC          | Al-Rayyan SC      |
| 2014  | Doha      | El Jaish SC          | Lekhwiya SC       |
| 2015  | Doha      | Lekhwiya SC          | Al Najma          |
| 2016  | Amman     | Al-Noor              | El Jaish SC       |
| 2017  | Hyderabad | Al-Najma             | Al-Duhail SC      |
| 2018  | Koweït    | Al-Duhail SC         | Al-Wakrah SC      |
| 2019  | Samcheok  | Al-Arabi SC          | Al Wehda Club     |
| 2020  | Djeddah   | Annulé               | Annulé            |
| 2021  | Djeddah   | Al-Duhail SC         | Koweït SC         |
| 2022  | Hyderabad | Koweït SC            | Al-Najma          |

## Bilans

### Par club
| Rang | Club                  | Pays            | Titres | Années                       |
| ---- | --------------------- | --------------- | ------ | ---------------------------- |
| 1    | Al Sadd SC            | Qatar           | 5      | 2000, 2001, 2002, 2003, 2005 |
| 2    | Al-Duhail/Lekhwiya SC | Qatar           | 3      | 2015, 2018, 2021             |
| 3    | El Jaish SC           | Qatar           | 2      | 2013, 2014                   |
| 3    | Kazma Sporting Club   | Koweït          | 2      | 1998, 1999                   |
| 3    | Qadsia Sporting Club  | Koweït          | 2      | 2006, 2007                   |
| 6    | Al-Fahaheel           | Koweït          | 1      | 2004                         |
| 6    | Al-Ahli SC            | Arabie saoudite | 1      | 2008                         |
| 6    | Al Salibikhaet SC     | Koweït          | 1      | 2009                         |
| 6    | Al-Sadd               | Liban           | 1      | 2010                         |
| 6    | Mudhar Club           | Arabie saoudite | 1      | 2011                         |
| 6    | Al-Rayyan SC          | Qatar           | 1      | 2012                         |
| 6    | Al-Noor               | Arabie saoudite | 1      | 2016                         |
| 6    | Al-Najma              | Bahreïn         | 1      | 2017                         |
| 6    | Al-Arabi SC           | Qatar           | 1      | 2019                         |
| 6    | Koweït Sporting Club  | Koweït          | 1      | 2022                         |

### Par pays
| Pays                | Victoires | Finales | Total |
| ------------------- | --------- | ------- | ----- |
| Qatar               | 12        | 7       | 19    |
| Koweït              | 7         | 6       | 13    |
| Arabie saoudite     | 3         | 3       | 6     |
| Liban               | 1         | 2       | 3     |
| Bahreïn             | 1         | 2       | 3     |
| Émirats arabes unis | 0         | 2       | 2     |
| Iran                | 0         | 1       | 1     |
| Jordanie            | 0         | 1       | 1     |
| Total               | 24        | 24      | 48    |